# Hyphodontia macrescens
Hyphodontia macrescens är en svampart som först beskrevs av Banker ex Peck, och fick sitt nu gällande namn av Ginns & M.N.L. Lefebvre 1993. Hyphodontia macrescens ingår i släktet Hyphodontia och familjen Schizoporaceae.   Inga underarter finns listade i Catalogue of Life.